# Aglaogonia eupena
Aglaogonia eupena is een vlinder uit de onderfamilie Olethreutinae van de familie bladrollers (Tortricidae). De wetenschappelijke naam van de soort is, als Ancylis eupena, voor het eerst geldig gepubliceerd in 1946 door Turner.

## Type
- holotype: "female"
- instituut: ANIC, Canberra, Australië
- typelocatie: "Mt. Tamborine in Queensland"